# Wang Shu
Wang Shu (kineski: 王澍, 4. studenog 1963.) je međunarodno priznati kineski arhitekt koji živi i radi u Hangzhou, Zhejiang (Kina), gdje je i dekan Škole arhitekture Kineske akademije umjetnosti; dobitnik prestižne Pritzkerove nagrade za arhitekturu.

## Životopis
Wang Shu je rođen u glavnom gradu Ujgurske autonomne pokrajine Xinjiang, Ürümqiju, gdje mu je majka knjižničarka, usprkos Kulturnoj revoluciji (1966. – 76.), omogućila da što više čita. Kao kompromis između svoje želje da studira umjetnost i roditeljske da studira inženjerstvo, Wnag Shu se odlučio za studij arhitekture na Tehnološkom institutu u Nanjingu (danas „Jugoistočno sveučilište”), gdje je diplomirao 1988. god.
Iako je živio u Urumqiju i Pekingu, Wang Shu se odlučio naseliti u Hangzhou zbog krajolika i bogate umjentičke tradicije. Tu je radio za Likovnu akademiju Zhejianga (danas Kineska akademija umjetnosti) i 1990. god. izradio svoj prvi projekt, Omladinski centar u malom obližnjem gradiću, Hainingu. No, uslijedile su duge godine bez projekata, tijekom kojih je njegova supruga, također arhitektica, Lu Wen, zarađivala za obitelj u njihovoj zajedničkoj tvrtki koju su nazvali „Amaterski arhitektonski studio”. Wang Shu je iskoristio to vrijeme za stručno usavršavanje i doktorirao je na Sveučilištu Tongji u Šangaju 2000. god. Iste godine postao je profesorom Kineske akademije umjetnosti u Hangzhou, gdje je 2003. postao šefom odjela arhitekture, a 2007. god. i dekanom fakulteta.
Od tada projektira brojne građevine koje redom osvajaju nagrade i svjetska priznanja. Najveće priznanje je doživio 2012. godine kada mu je dodijeljena prestižna Pritzkerova nagrada za arhitekturu zbog „jedinstvene sposobnosti prizivanja prošlosti bez izravnog citiranja povijesti” i stoga što je njegov rad „bezvremenski, duboko okorijenjen u svom univerzalnom kontekstu”

## Djela
God. 2000. Wang je projektirao Knjižnicu Wenzheng koledža Sveučilišta Soochow, za koju je dobio Kinesku nagradu za arhitekturu 2004. god.
Također, njegovih pet zgrada izgrađenih širom grada Ningboa osvojili su Nagradu Holcim za održivu izgradnju 2005. god., njegovi Stanovi vertikalnih dvorišta u Hangzhou su nominirani za Internacionalnu nagradu Highrise, a Ningbo muzej s pročeljem od recikliranih opeka (odražavajući svoje povijesno okruženje) iz 2008. god. osvojio je najveću arhitektonsku nagradu Kine, Lu Ban nagradu 2009. god.

### Kronološki popis poznatijih djela
- 1990. Omladinski centar, Haining, Zhejiang, Kina
- 2000. Wenzheng knjižnica Sveučilišta Soochow, Suzhou, Jiangsu, Kina
- 2001. – 05. Muzej umjetnosti Ningboa, Zhejiang, Kina
- 2002. – 07. Stanovi vertikalnih dvorišta, Hangzhou, Zhejiang, Kina
- 2003. Kuća Sanhe, Nanjing, Jiangsu, Kina
- 2003. – 06. Keramička kuća, Jinhua, Zhejiang, Kina
- 2003. – 06. Pet razbacanih zgrada, Ningbo, Zhejiang, Kina
- 2003. – 08. Ningbo muzej, Ningbo, Zhejiang, Kina
- 2006. Vrt pločica, Venecijanski bijenale arhitekture, Venecija, Italija
- 2007. – 09. Obnova ulice starog grada Zhongshana, Hangzhou, Zhejiang, Kina
- 2010. Ningbou Tengtou paviljon za Expo 2010, Šangaj, Kina

## Vanjske poveznice
- Wang Shu, djela (engl.)
- Thorsten Botz-Bornstein, WANG Shu and the Possibilities of Critical Regionalism in Chinese Architecture[neaktivna poveznica], The Nordic Journal of Architectural Research 1. 2009., str. 4. – 17. (engl.)